# 송악산 5·4 전투
송악산 5·4 전투는 한국 전쟁 발발 전 1949년 5월 4일 경기도 개성시 송악산 고지에서 벌어진 국지적 전투이다.

### 전투 이전 상황
6.25 전쟁 발발 이전인 1948년부터 남북 간의 무력 충돌은 38선 전역에서 이루어지고 있었다. 이러한 무력 충돌은 남북이 정식으로 국가를 수립한 1948년 후반부터 보다 더 격화되었으며 개성도 이러한 충돌이 격화된 곳들 중 한 곳이었다.
개성시에 위치한 송악산은 상당히 골 때리는 곳이었다. 개성 시내는 명백히 38선 이남에 위치해 있었지만 송악산은 38선 이북에 있었다. 즉, 북한군은 그냥 송악산 고지에 앉아서 개성 시내를 마음껏 감제할 수 있었고 한국군 입장에서 송악산은 눈엣가시였다. 때문에 1948년부터 한국은 대통령 이승만까지 나서서 송악산을 점령하라고 성화였고 대놓고 38선을 무시할 수는 없었던 한국군이지만 송악산의 군사적 중요성 때문에 송악산으로 올라가는 길목마다 진지를 구축했다.
그리고 1949년 5월 3일 조선인민군 육군은 여러 진지를 기습하였고 대한민국 육군 제1사단 제11연대는 즉시 반격했으나 패배했다. 고지에 조선인민군 육군이 방어 시설로 구축한 토치카를 제압하지 않고는 승리할 수 없었기 때문이었다.

### 전개
5월 4일 낮 12시 박창근 보병하사가 먼저 수류탄을 들고 토치카에 접근하여 토치카 하나를 파괴했다.
이와는 별개는 한국 육군은 토치카를 파괴하려는 특공대를 조직했고 81mm 박격포 포탄과 수류탄을 연결하여 급조한 폭탄을 각자 들고 최대한 은밀하면서도 빠르게 접근하여 토치카를 파괴하기로 결의했다. 즉, 자폭이었다. 물론 처음부터 자폭을 명시하진 않았지만 화력 엄호 없이 보병들만 폭탄을 들고 돌진하여 토치카를 파괴하라는 건 사실상 자폭 명령이나 마찬가지였다.
제1사단 제11연대 하사관교육대 분대장 서부덕 이등상사가 제일 먼저 자원했다. 뒤이어 자원한 특별공격대 8명까지 합해 총 9명은 이 날 오후 14시 토치카로 접근하여 조선인민군 육군의 빗발치는 포화를 뚫고 토치카에 돌격하여 자폭했다. 당시 한국 육군의 관측 기록으로는 4개의 폭연만이 발생하였으므로 토치카 4개만 파괴됐으리라 추정되지만, 국가보훈처 등의 소개를 보면 토치카 10개 파괴에 4개의 고지탈환이라고 명시되어 있다. 어쨌든 그들의 자폭 공격으로 조선인민군 육군 토치카 상당수가 무력화 됐기 때문에 한국 육군은 즉시 반격하여 송악산 고지를 탈환할 수 있었다.

### 이후
군인정신의 표상으로서 추앙받은 이 군인들은 1950년 12월 30일에 을지무공훈장을 추서받았고 서부덕 이등상사는 중위로, 나머지 9명은 일등상사로 특진했다. 전후에도 국군에서 육해공군 안 가리고 정훈·정신 교육에 빠지지 않고 나오는 존재가 되었다. 이 군인들이 소속된 제11연대의 부대명은 아예 '육탄부대'가 되었다.
이 군인들을 다루는 영화 낙동강은 흐르는가가 제작되기도 했다고 알려졌지만... 낙동강은 흐르는가는 제목에서 보듯 1950년 낙동강전선이 배경이며 아무런 관련이 없는 영화이다. 육탄 10용사를 기리는 군가가 따로 만들어지기도 했다. 매년 이 군인들을 기리는 추모 행사도 열리며, 이 군인들의 출신지에는 충혼탑이 세워지기도 했다. 지금도 1사단 예하 부대 상당수는 부대 입구에 육탄 10용사 관련 문구를 써 넣는다. 병점역과 동탄신도시 일대를 잇는 도로 중 하나는 이름부터 '10용사로'다. 물론 이것은 도로가 지나가는 반송동에 있는 육탄 10용사기념공원에서 따온 것인데, 용사 중 한 명인 김종해가 동탄면 출신이기도 하다. 정작 이들이 자폭하여 공격한 송악산 일대는 휴전 후 북한령으로 넘어가면서 현재는 미수복 지역이다.
매년 5월 4일마다 파주 통일 공원에서 육탄 10용사 추도식이 열린다.
허위 전공 논란(13연대장 김익렬의 증언)
1949년 5월 4일 1사단 13연대는 사단의 예비연대로 교전 중이던 11연대의 상황에 따라 투입하도록 대기 상태에 있었다. 당시 13연대장은 김익렬 대령이었고 1964년 5월 4일 전 국방부장관인 박병권 장군의 자택에서 증언하여 2003년 국방부 군사편찬연구소에서 발간된 '6.25 전쟁 참전자 증언록'에 실렸다.

### 사건 개요
육탄 10용사 사건이 펼쳐진 송악산 5.4 전투 작전을 수행한 11연대장인 최경록 중령은 격전 중이던 일선부대로 박격포탄을 보급하기 위해 공병소대장 박 소위에게 하여금 10명을 공동 지휘하여 박격포탄을 짊어지고 송악산으로 출발시켰다. 그러나 박 소위는 지형을 숙지하지 못하여 이동 도중 적과 불의에 조우하여 부하들을 수습지휘하지 못하고 혼자 탈출하였고 대원 10명은 박격포탄을 짊어진채 모조리 적의 포로가 되었다. 정보주임 장교는 계통을 따라 사단 G-2에 보고하였고 사단장 김석원 장군은 대노하여 당장 박 소위를 총살하라고 명령하였다.

### 허위 조작 보고
정식보고에서 11연대장 최경록은 사단장에게 '사실은 참모보고는 사실이 아니고 대원 10명이 모조리 포탄을 안고 적진에서 자폭한 것'이라고 정정보고 하게 되었다. 당시 연대장이었던 최경록 중령과 공병소대장인 박 소위는 사실상 친구지간으로서 일본 학병의 동기인가 하여 막역한 사이였고 따라서 박 소위를 총살에서 구출하기 위해서는 사단장에게 거짓말을 하는 수밖에 없었다.

### 대통령까지 보고된 성대한 장례식
사단장 김석원 장군은 11연대장의 정식보고 자리에서 뜨거운 눈물을 흘리면서 '일본군에는 육탄 3용사가 있었지만 우리에겐 육탄 10용사가 나왔다'고 이 사실을 대통령에게까지 보고하였다. 사단장은 상부에 건의하여 대대적인 장례식 행사 준비를 하였고 당시 사단장 김석원과 감정대립이 악화되었던 채병덕 참모총장은 하루 전 불승인하였으나 이종찬, 이용문 대령 등이 '육탄 10용사는 국군의 전통과 사기진작에도 좋으니 행사를 하자'고 권고하여 서울운동장에서 성대히 거행되었다.

### 평양에서의 진실
북한군의 포로가 된 육탄 10용사는 평양에서 대대적인 환영을 받았고 살아 있다는 방송을 하고 가족들에게 편지도 보냈다고 한다. 그리고 13연대장이었던 김익렬 본인이 6.25 전쟁에서 평양에 입성했을 때 육탄 10용사가 꽃다발을 받고 있는 사진을 보고 놀랬다면서 이는 순전히 11연대장 최경록 중령의 조작에 의한 것으로 판단하였고 '사단장이었던 김석원 장군은 이러한 사실을 모르고 있을 것이다.'라고 말했다.

### 증언의 신빙성
증언자인 김익렬 장군은 제주 4.3 사건에서 진상에 접근할 수 있는 핵심에 있었던 인물로 '4.3의 진실'이라는 회고록을 집필하고 사후 공개하라는 부탁을 남겼으며 회고록 말미에 '개인적으로는 고인의 죄상을 덮어두는 것이 인간적 예의라고 생각하나 침묵을 지키기에는 역사의 증인으로서 나의 양심의 가책이 너무 컸다.'는 내용을 남기기도 했다.
이 사건에 비해 '육탄 10용사'는 가벼워 보일 수 있지만 과거부터 현재에 이르기까지 전쟁 영웅으로 추앙받는 또 다른 무거운 주제이기도 하다. 김익렬 장군은 자신이 경험한 제주 4.3 사건처럼 송악산 전투를 지근거리에서 상황을 주시하고 있었고 내부 사정과 배경에 대해서 소상히 알 수 있는 객관적 위치에 있었다. 그런 그가 15년이 지난 동월 동일인 1964년 5월 4일 전 국방부장관인 박병권 장군의 자택에서 '국방부 군사편찬연구소'의 전신인 '국방부 전사편찬위원회'와 대담했다면 그 자체만으로 진실을 밝히기 위한 김익렬 장군의 숨겨진 노력으로 볼 수 있다.
증언록이 국방부 민원으로 2011년에 삭제되었다는 주장을 담은 글이 지만원이 운영하는 웹사이트에 게시되었는데 이 내용은 지만원이 연재한 뉴스타운 기사에 '1964년 김익렬이 육탄 10용사에 대해 거짓말을 하여 2011년에야 뻥이었음이 들통났다'고 작성되었다. 그는 장군의 제주 4.3 사건 회고록 역시 필체를 빌려 창작한 것은 아닌지 의심했다.
국방부에서 발간한 증언록이기 때문에 녹음이나 수기 원고와 같은 기본 자료 없이 증언록에 포함될 가능성은 없다. 예나 지금이나 큰 논란이 되기 때문에 제주 4.3 사건의 회고록처럼 김익렬 장군이 차후 공개해 달라는 당부를 남겼을 가능성도 존재한다. 이 모든 문제 해결을 위해 국방부가 증언록 기본 자료와 증언록에서 언급된 북한 방송을 녹음한 자료, 조사를 통해 진실을 밝히려는 노력을 기울인다면 지금이라도 진실을 드러낼 수 있다.

## 기념물
송악산 전투에서 81mm 박격포탄을 안고 적 토치카로 뛰어들어 전사한 10명의 국군 중 하나인 이희복의 동상이 경기도 군포시 금정동 한얼공원에 세워졌다.
또한 2001년부터 육탄 10용사 상이 제정되어 시상되고 있다.

## 논란
박경석 예비역 준장은 10명의 전사자 중에 몇몇이 북한 방송에 출현하기도 하였던 조작된 무용담이라고 전쟁사 기술 과정의 문제점을 지적하였다.